# Далібор Багарич
Далібор Багарич (хорв. Dalibor Bagarić; народився 7 лютого 1980 у м. Мюнхен, ФРН) — хорватський баскетболіст, центровий. Виступає за БК «Марусі» у A1 Етнікі.

## Ігрова кар'єра
Виступав за БК «Карловац», «Бенстон» (Загреб), «Цибона» (Загреб), «Чикаго Буллз», «Олімпіакос» (Пірей), «Клімаміо» (Болонья), «Акасваю» (Жирона).
У складі національної збірної Хорватії учасник чемпіонатів Європи 2003 і 2005.